# Station Vlissingen
Station Vlissingen (vroeger: Vlissingen Haven) is het eindstation van de spoorlijn Roosendaal - Vlissingen (Staatslijn F ofwel Zeeuwse Lijn). Het ligt ten oosten van het stadscentrum van Vlissingen, in de Nederlandse provincie Zeeland, bij de veerhaven aan de Westerschelde. Het is een kopstation, het stationsgebouw staat direct achter de doodlopende sporen.

## Gebouw

### Eerste stationsgebouw (1873-1894)
Het eerste station, Vlissingen Stad is geopend op 1873 tegelijk met de opening van het Kanaal door Walcheren. Het station was gesitueerd ter hoogte van de keersluis in het kanaal. Het was een eenvoudig station voornamelijk bestaande uit enkele perrons. Station Vlissingen Stad werd op 18 juli 1894 gesloten. In de Tweede Wereldoorlog werd het gebouw, liggende in de vuurlinie van het vliegveld van Vlissingen, flink beschadigd. Het gebouw werd rond 1946 gesloopt.

### Tweede stationsgebouw (1892-1944)
In 1892 maakte het oorspronkelijke gebouw van station Vlissingen Haven plaats voor een veel groter gebouw in de stijl van de Neorenaissance, waarvan de ingang zich schuin op de zuidwestelijke hoek bevond. Het ontwerp was van de hand van het architectenduo Haverkamp en Schill. Het gebouw had onder andere een speciale wachtkamer voor vorstelijke personen. Het station kreeg drie perrons voorzien van een perronkap waarvan de pilaren en een gedeelte van de kap nog bestaan. Het gebouw werd op 15 september 1894 in gebruik genomen. Vijf jaar later, in 1899, ontstond er echter een grote ravage, toen een stoomlocomotief uit Amsterdam defecte remmen had, waarna de trein het perron en de stationsrestauratie doorboorde. Dit treinongeval bij Vlissingen kostte twee conducteurs en de achttienjarige dochter van de Zwitserse gezant te Berlijn Arnold Roth het leven.
In 1944 werd station Vlissingen Haven tijdens een bombardement onherstelbaar beschadigd.

### Derde stationsgebouw (1950-heden)
Ter vervanging verrees tussen oktober 1949 en september 1950 het huidige stationsgebouw naar een ontwerp van architect Sybold van Ravesteyn (1889-1983), wiens neobarokke stijl duidelijk in het gebouw te herkennen is. De officiële opening van het station vond plaats op 18 december 1950. Delen van de perrons, perronoverkapping en muurwerk van het vooroorlogse station bleven behouden. Na de oorlog schrapte men ook de toevoeging Haven uit de naam en ging het station kortweg Vlissingen heten.
In het oostelijke gedeelte van het hoofdgebouw is een stationsrestauratie gevestigd met daarvoor een smal verhoogd terras met lage natuurstenen balustrade. Aan de westzijde bevindt zich een afzonderlijke vleugel met een fietsenstalling, daarachter staat een vrijstaand dienstgebouw. Al deze onderdelen worden via het aan de stationshal grenzende deel van de perrons met elkaar verbonden. Het gebouw is ruim voorzien van voor Van Ravesteyn kenmerkende details als ronde en vierkante gekantelde ramen, versieringen op de daklijst en beelden aan de gevel.
Aan de buitengevels van het station zijn vier keramiekbeelden van Jo Uiterwaal (1897-1972) geplaatst met voorstellingen die verwijzen naar de spoorverbinding en de provincie Zeeland. Voor de ingang van de fietsenstalling staat een door de gemeente Vlissingen geschonken natuurstenen bloembak met gebeeldhouwd NS-embleem en opschrift 'Vlissingen 1950'. In de stationshal staat een beeld ter herinnering aan de elektrificatie van de Zeeuwse lijn, vervaardigd door Philip ten Klooster en onthuld op 17 april 1957.
Aan de oostzijde van de stationshal waren oorspronkelijk de loketten gevestigd. In juni 2004 zijn deze gesloten, maar eind 2010 opende hier een vernieuwde kiosk. Lange tijd was aan de westzijde van de stationshal een filiaal van het Grenswisselkantoor gevestigd, maar na de sluiting hiervan eind 2001 werd dit deel van de stationshal weer in zijn oorspronkelijke staat teruggebracht.
Op 18 maart 2010 werd het stationsgebouw aangewezen als Rijksmonument en is daarmee een van de weinige door Van Ravesteyn ontworpen stationsgebouwen dat nog niet is gesloopt.

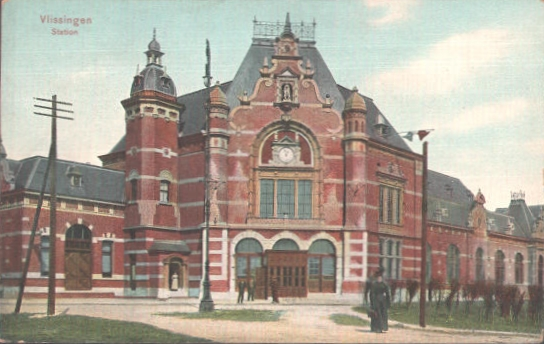
Het tweede station, c. 1900
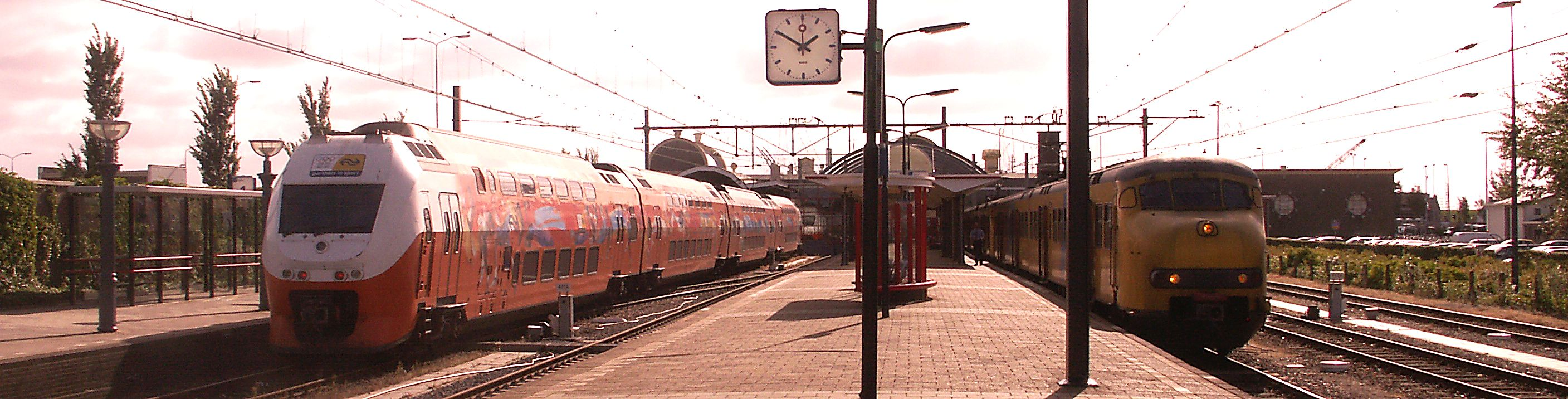
Treinen op het eilandperron van Vlissingen
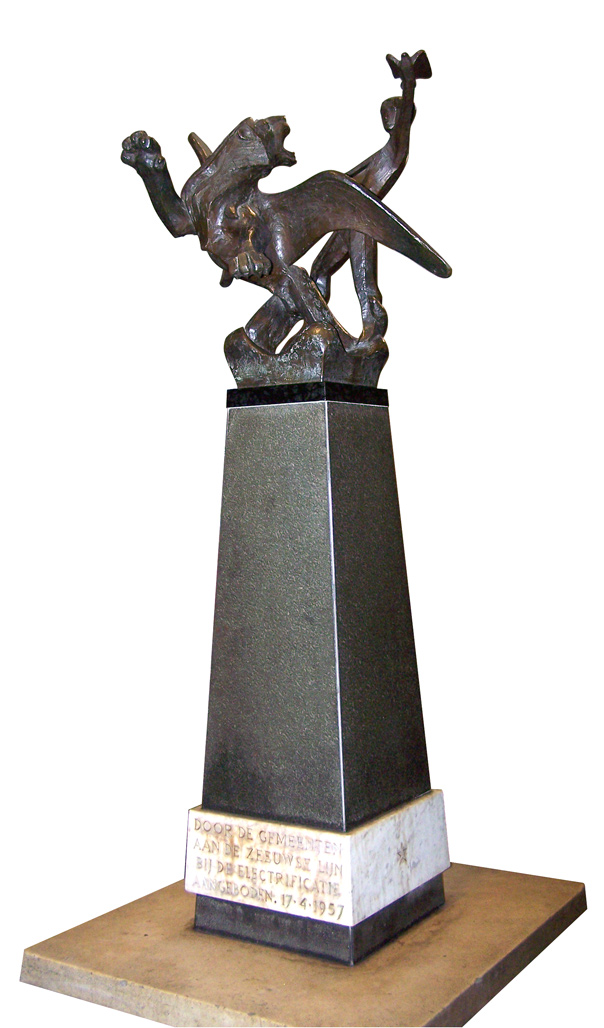
Beeld in stationshal, 1957
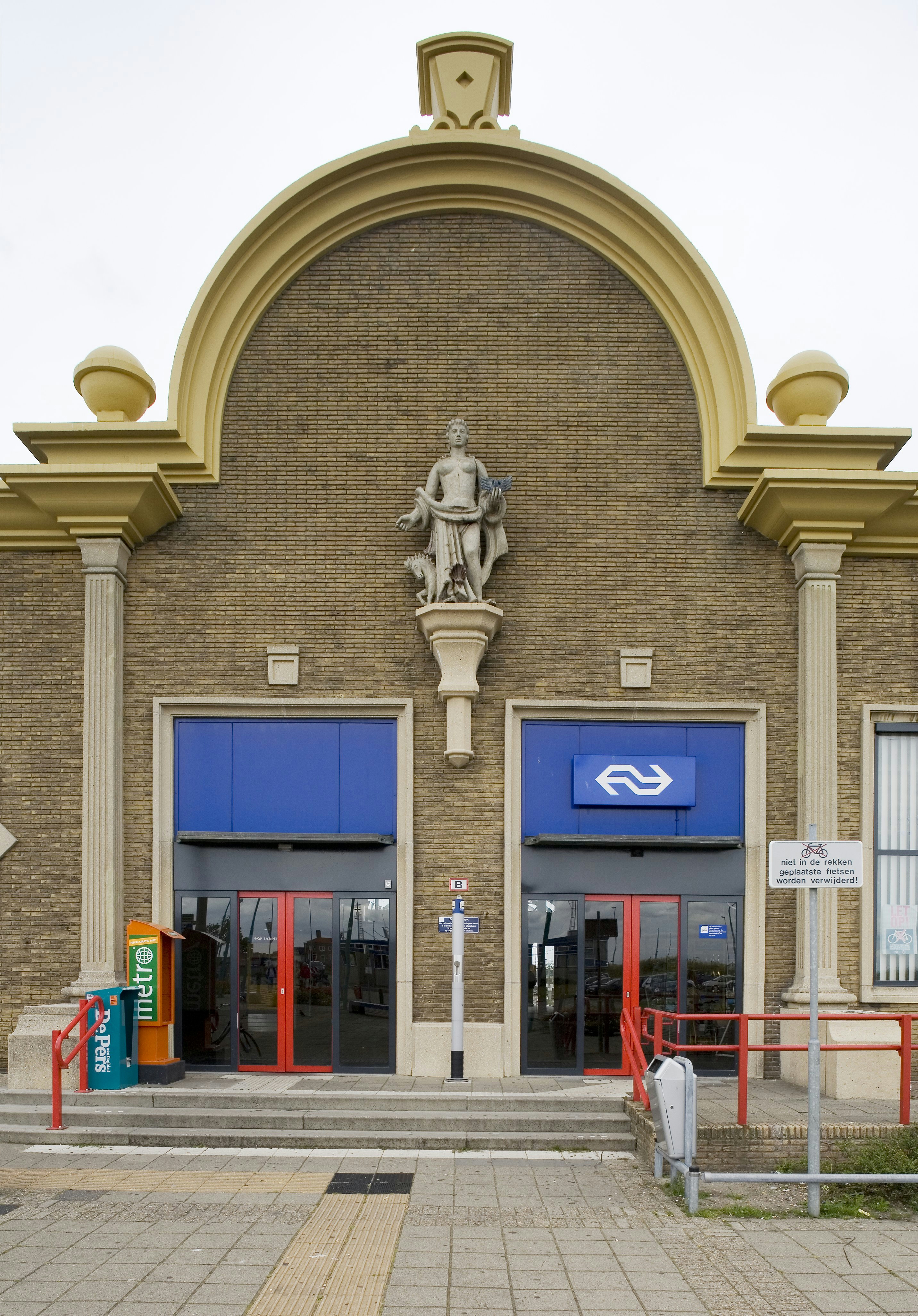
Detail voorgevel, ingangspartij Station Vlissingen in 2007
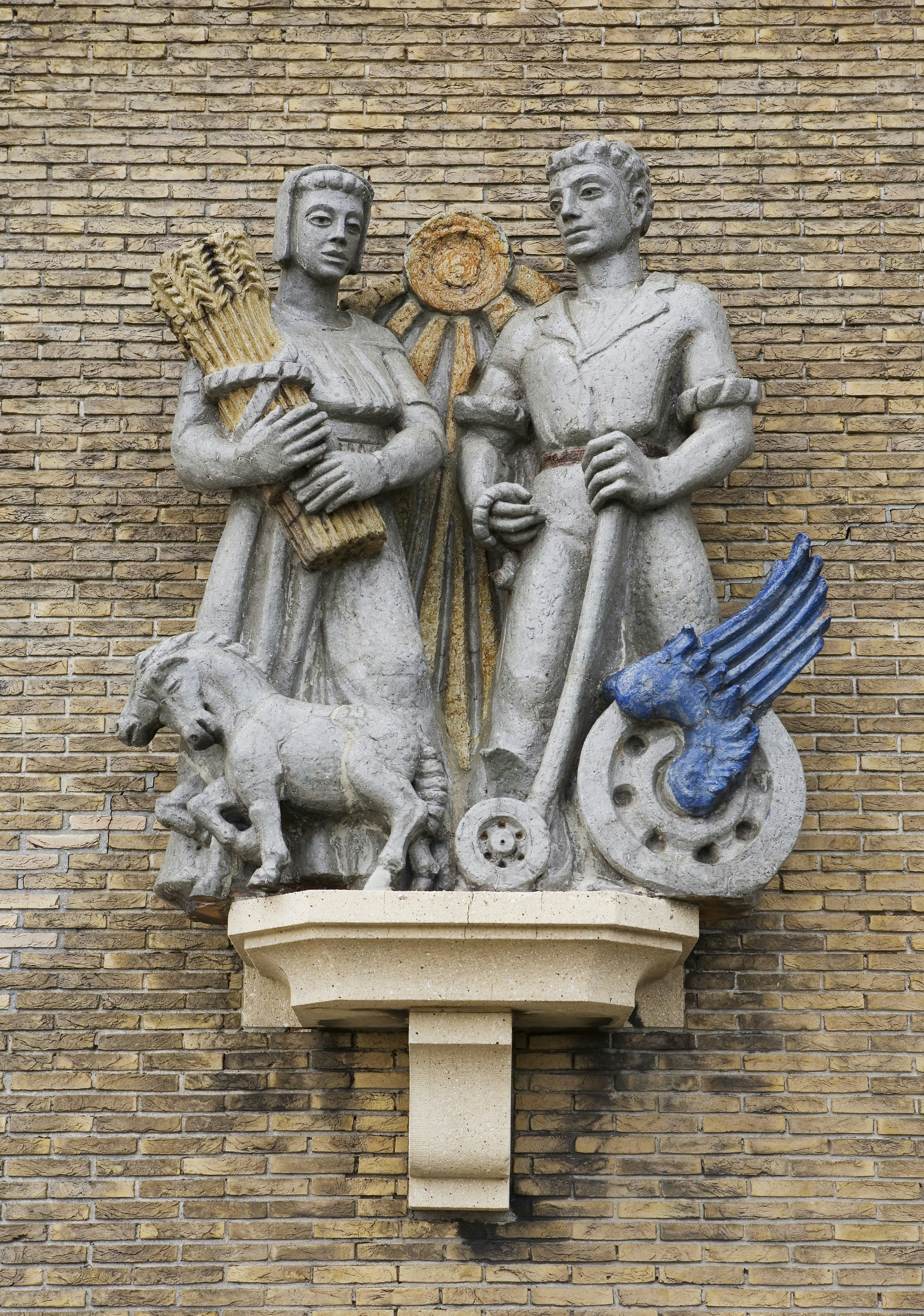
Detail voorgevel, gevelbeeld Station Vlissingen in 2007

## Functie
Het station in Vlissingen speelde in de eerste helft van de twintigste eeuw een belangrijke rol in de verbinding met Engeland vanwege de aansluiting met de veerdienst van de Stoomvaart Maatschappij Zeeland. Van 1881 tot de Eerste Wereldoorlog reden over de Zeeuwse lijn D-treinen (internationale sneltreinen) waarmee men (via Boxtel en Wesel) van Londen via Vlissingen naar Berlijn kon reizen.
Het op een na meest westelijk gelegen station van Nederland (Station Vlissingen Souburg ligt net iets westelijker) speelt een belangrijke functie in de ontsluiting van zowel de stad Vlissingen als West-Zeeuws-Vlaanderen, dat door middel van een voet- en fietsveerdienst naar Breskens, verzorgd door Veolia Transport Fast Ferries, te bereiken is.
De ligging bij de haven heeft een tamelijk grote afstand tot het stadscentrum als gevolg, waardoor er begin van deze eeuw plannen ontstonden het station in noordelijke richting te verplaatsen. Het station zou dan bij de Hogeschool Zeeland komen te liggen, in de buurt waarvan de gemeente Vlissingen een kennis- en innovatiecentrum, de Kenniswerf, wil ontwikkelen. Dit is ongeveer dezelfde locatie als waar het vroegere station Vlissingen Stad lag. De plannen tot verplaatsing van het station stuiten op grote weerstand in Zeeuws-Vlaanderen, omdat de directe overstap tussen veerdienst en trein hierdoor verloren zou gaan. In 2007 werd van verplaatsing afgezien.
Van 2013 tot eind 2016 reden er in de avonduren en op zondagochtend enkele rechtstreekse treinen naar Leeuwarden en Groningen. Vlissingen was in die periode over het spoor rechtstreeks verbonden met acht provinciehoofdsteden, te weten Middelburg, Den Haag en Lelystad en enkele malen per dag ook Assen, Zwolle, Leeuwarden en Groningen. Op woensdagavond reed er destijds een trein naar Haarlem.
Bij de dienstregeling 2017 werd de eindbestemming weer Amsterdam Centraal (via Haarlem).

## Treinseries die stoppen op station Vlissingen
De volgende treinen van de NS doen station Vlissingen aan in de dienstregeling 2025:
| Serie | Treinsoort     | Route | Bijzonderheden |
| ----- | -------------- | --- | --- |
| 2200  | Intercity (NS) | Amsterdam Centraal – Amsterdam Sloterdijk – Haarlem – Leiden Centraal – Den Haag HS – Delft – Schiedam Centrum – Rotterdam Centraal – Dordrecht – Roosendaal – Vlissingen | Rijdt op weekdagen overdag 1x/uur en vormt een halfuurdienst met series 2300 (tussen Amsterdam Centraal en Roosendaal) en 6500 (tussen Roosendaal en Vlissingen). 's Avonds en in het weekend rijdt deze serie 2x/uur. |
| 2300  | Intercity (NS) | Amsterdam Centraal – Amsterdam Sloterdijk – Haarlem – Leiden Centraal – Den Haag HS – Delft – Schiedam Centrum – Rotterdam Centraal – Dordrecht – Roosendaal – Vlissingen | Rijdt alleen op weekdagen overdag en rijdt 1x/uur. Vormt tussen Amsterdam Centraal en Roosendaal een halfuursdienst met serie 2200. 's Avonds en in het weekend rijdt serie 2200 2x/uur.                               |
| 6500  | Sprinter (NS)  | Roosendaal – Bergen op Zoom – Goes – Middelburg – Vlissingen | Rijdt doordeweeks 1x per uur. Rijdt niet 's avonds en in het weekend. |

In de late avond rijdt de op een na laatste Intercity richting Amsterdam Centraal niet verder dan Rotterdam Centraal. De laatste Intercity rijdt zelfs niet verder dan Roosendaal. Deze twee laatste treinen stoppen tussen Vlissingen en Roosendaal op alle tussengelegen stations.

## Voor- en natransport
De volgende buslijnen stoppen bij station Vlissingen:
| Lijn | Route | Vervoerder | Soort     |
| ---- | --- | ---------- | --------- |
| 56   | Middelburg, Station - Binnenstad Middelburg - 't Zand - Koudekerke - Vlissingen, Paauwenburg - Middengebied - Binnenstad Vlissingen - Vlissingen, Station | Connexxion | Stadsbus  |
| 58   | Middelburg - West-Souburg - Vlissingen Bossenburgh - Vlissingen Centrum (- Vlissingen Station)                                                            | Connexxion | Stadsbus  |
| 980  | Vlissingen - Ritthem | GVC        | Haltetaxi |

Sinds 2012 vaart er ook een watertaxi tussen station Vlissingen en het Dok aan de rand van het stadscentrum. Daarnaast is er elk uur een veerverbinding met Breskens (alleen voor fietsers en voetgangers).

## Voorzieningen
- Bewaakte fietsenstalling
- Gratis parkeerterrein voor auto's
- Treintaxi
- Taxistandplaats

## Galerij

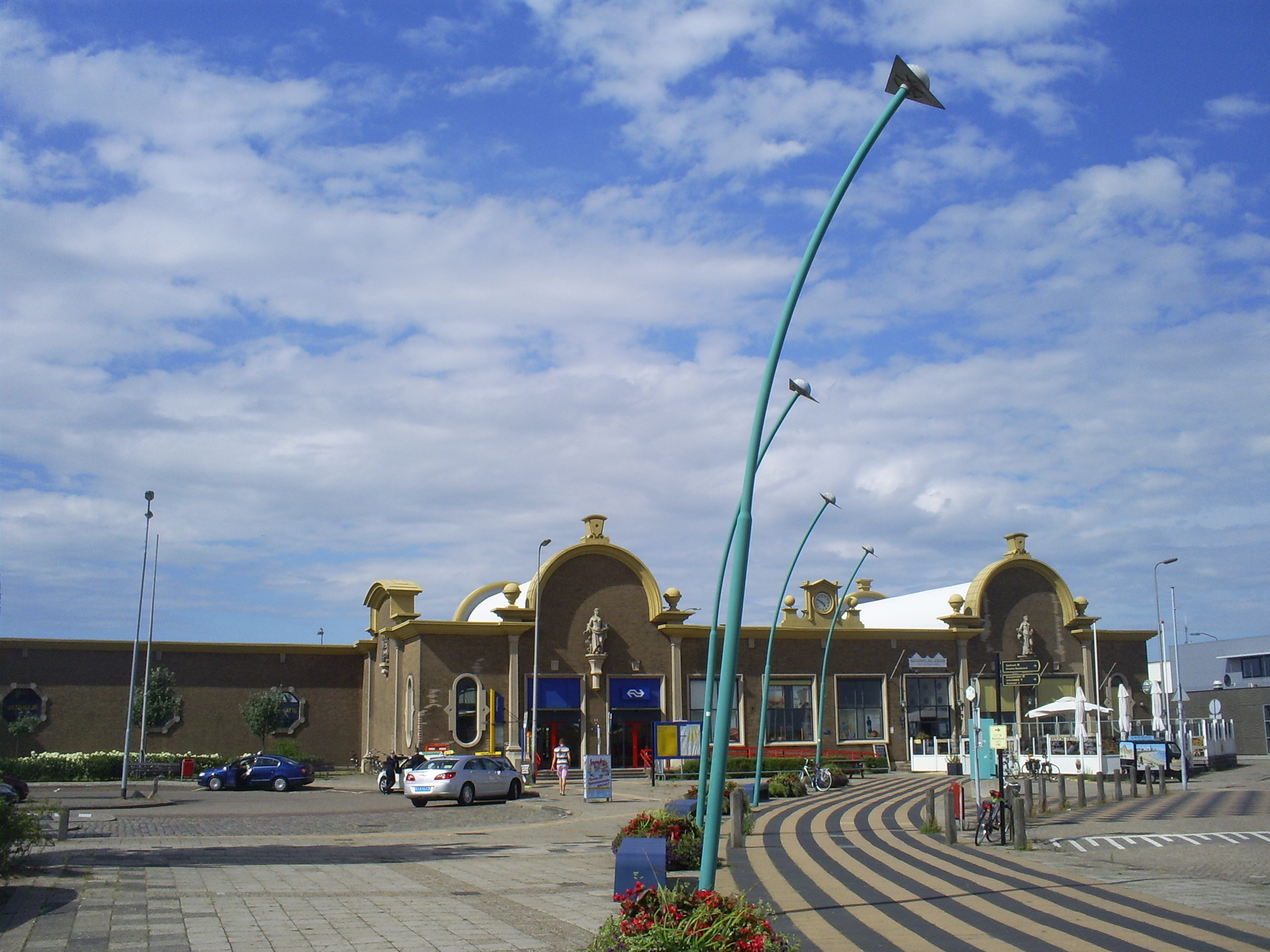
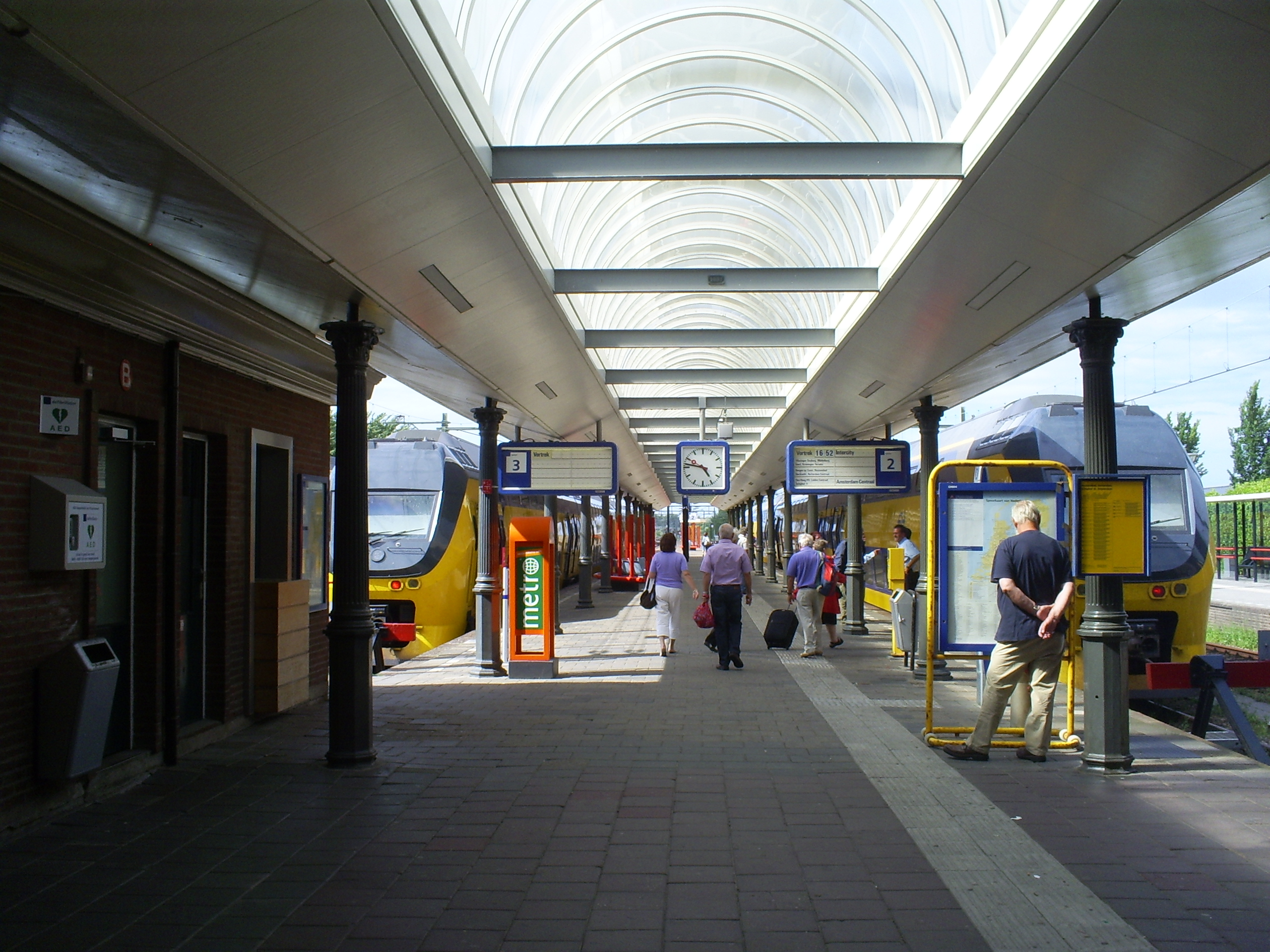
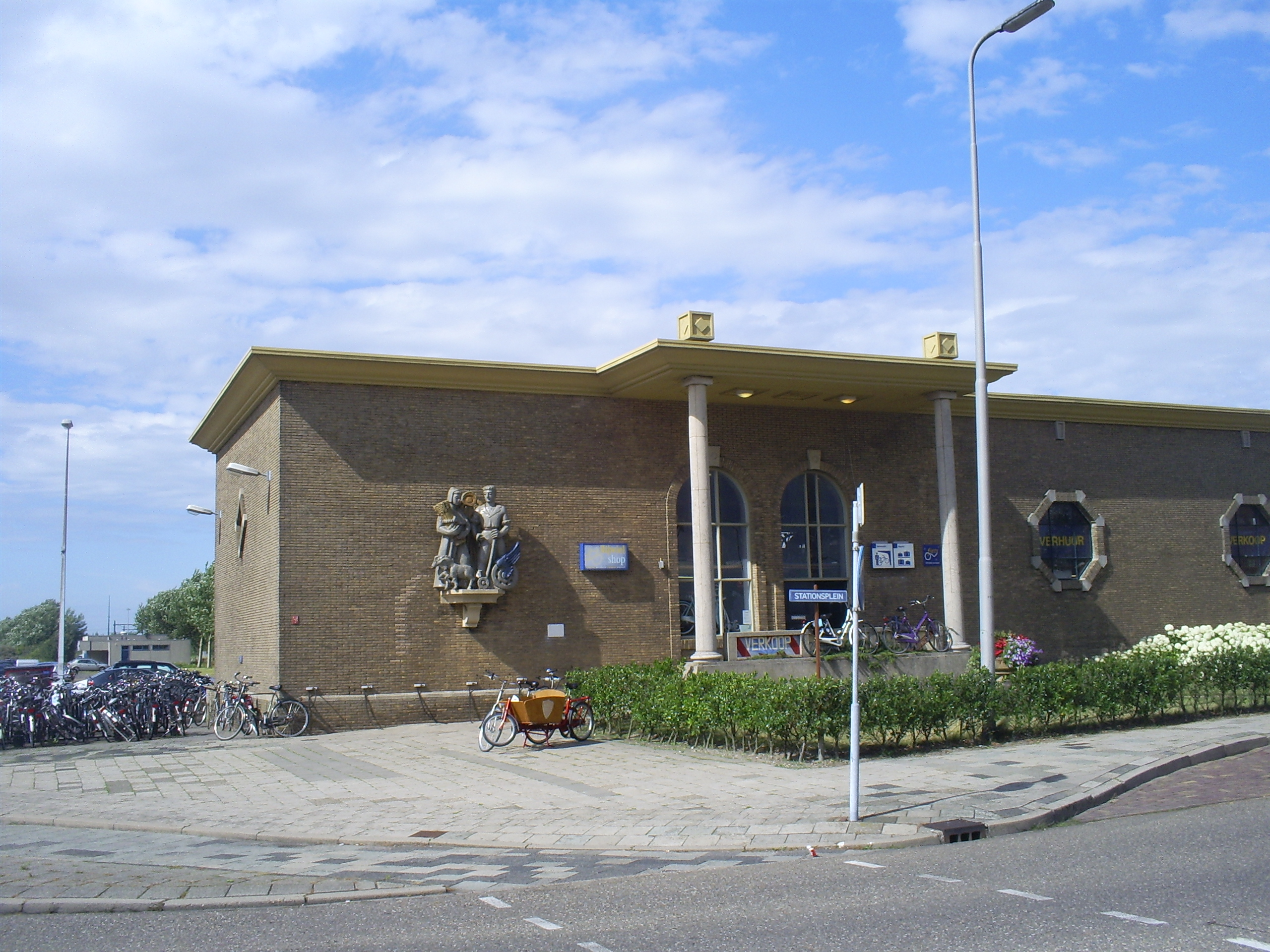
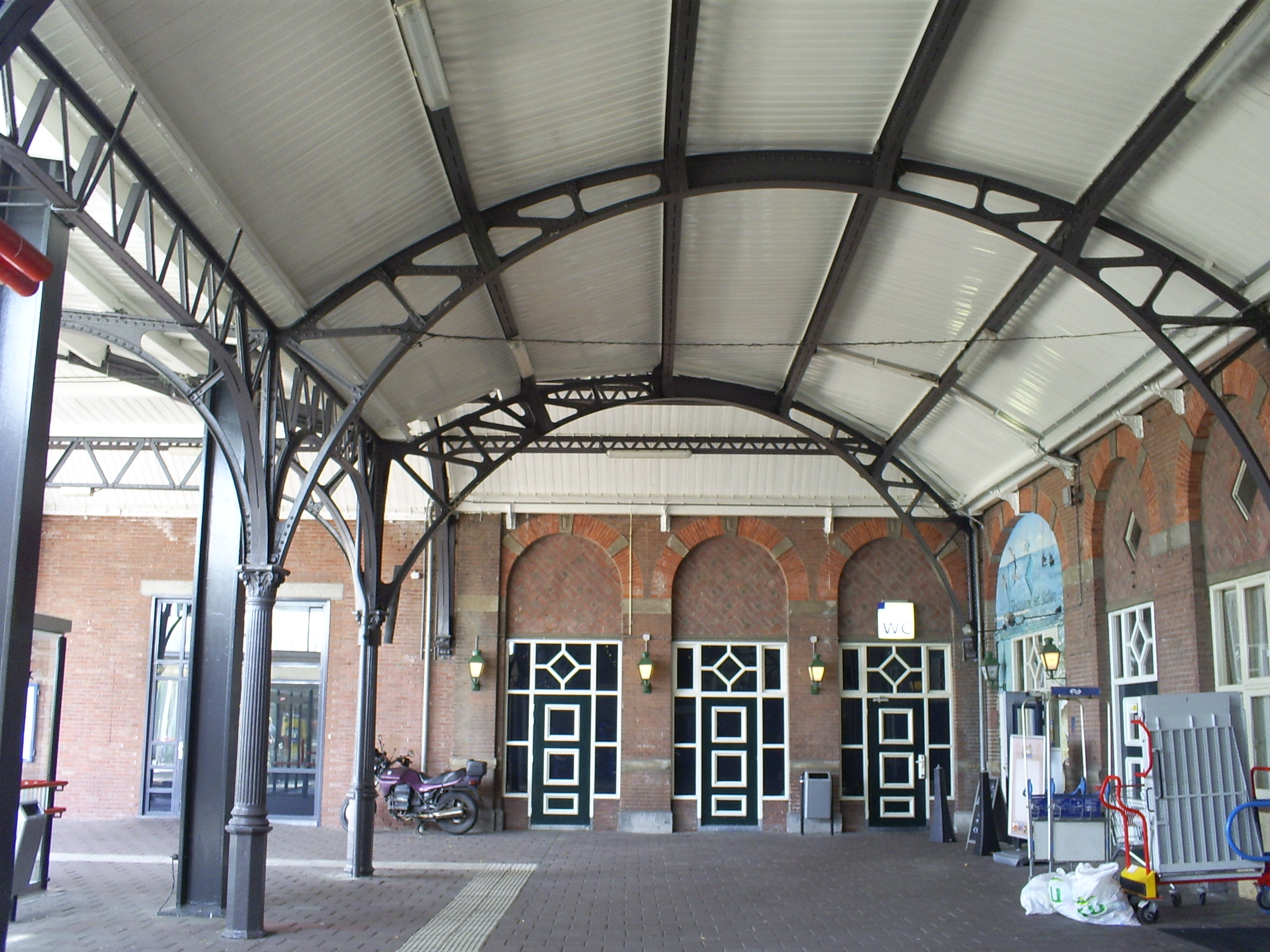
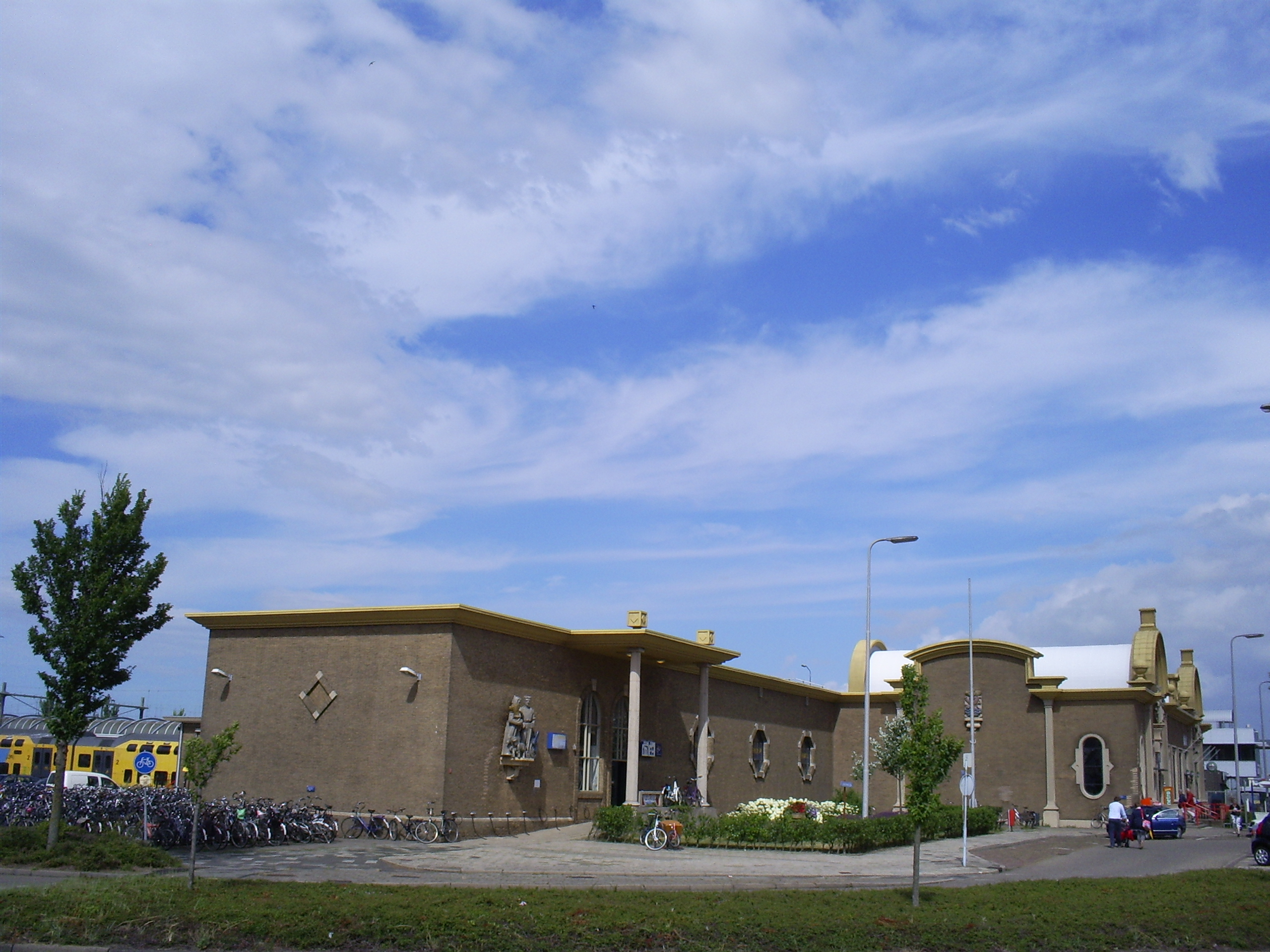
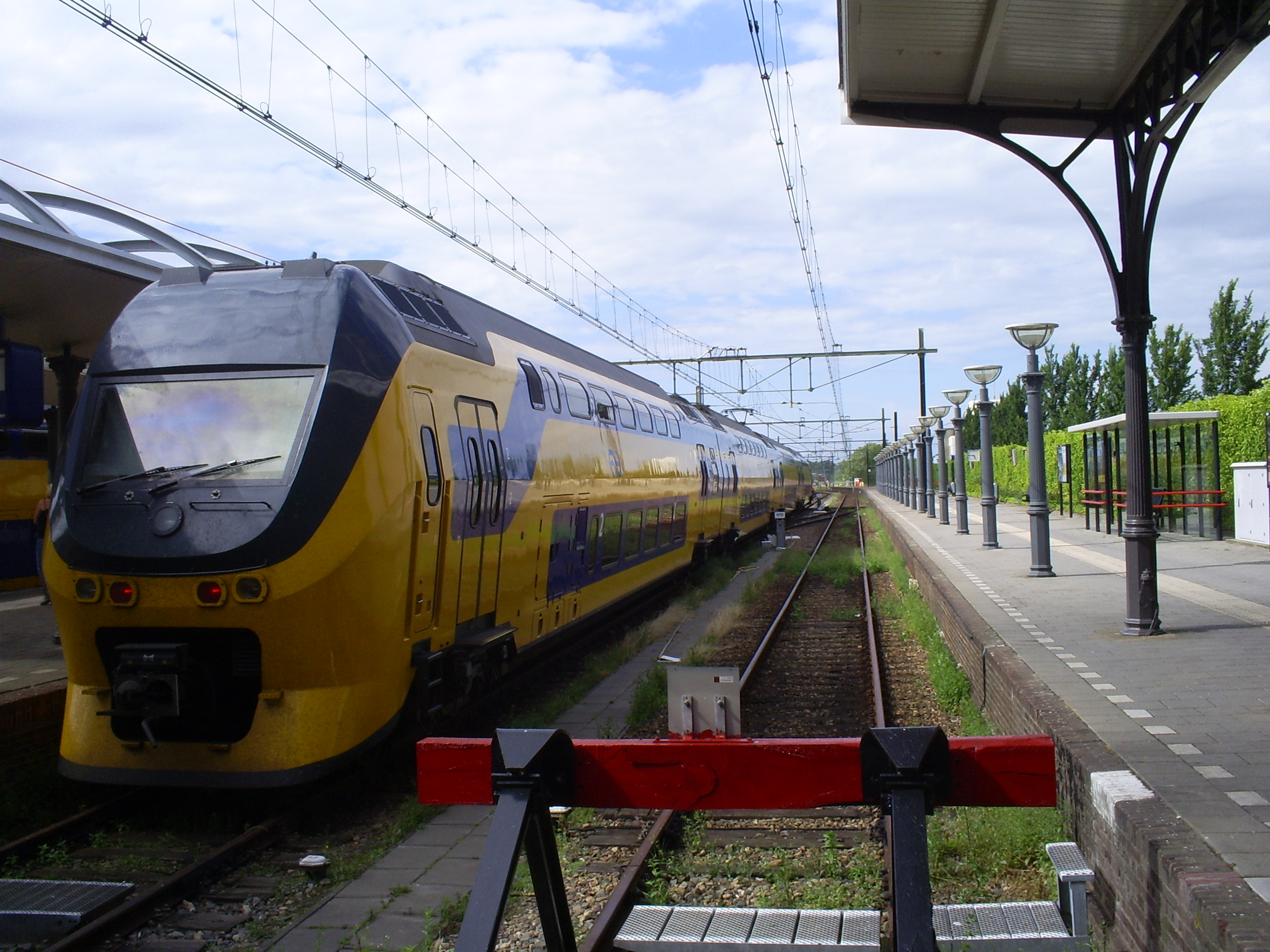
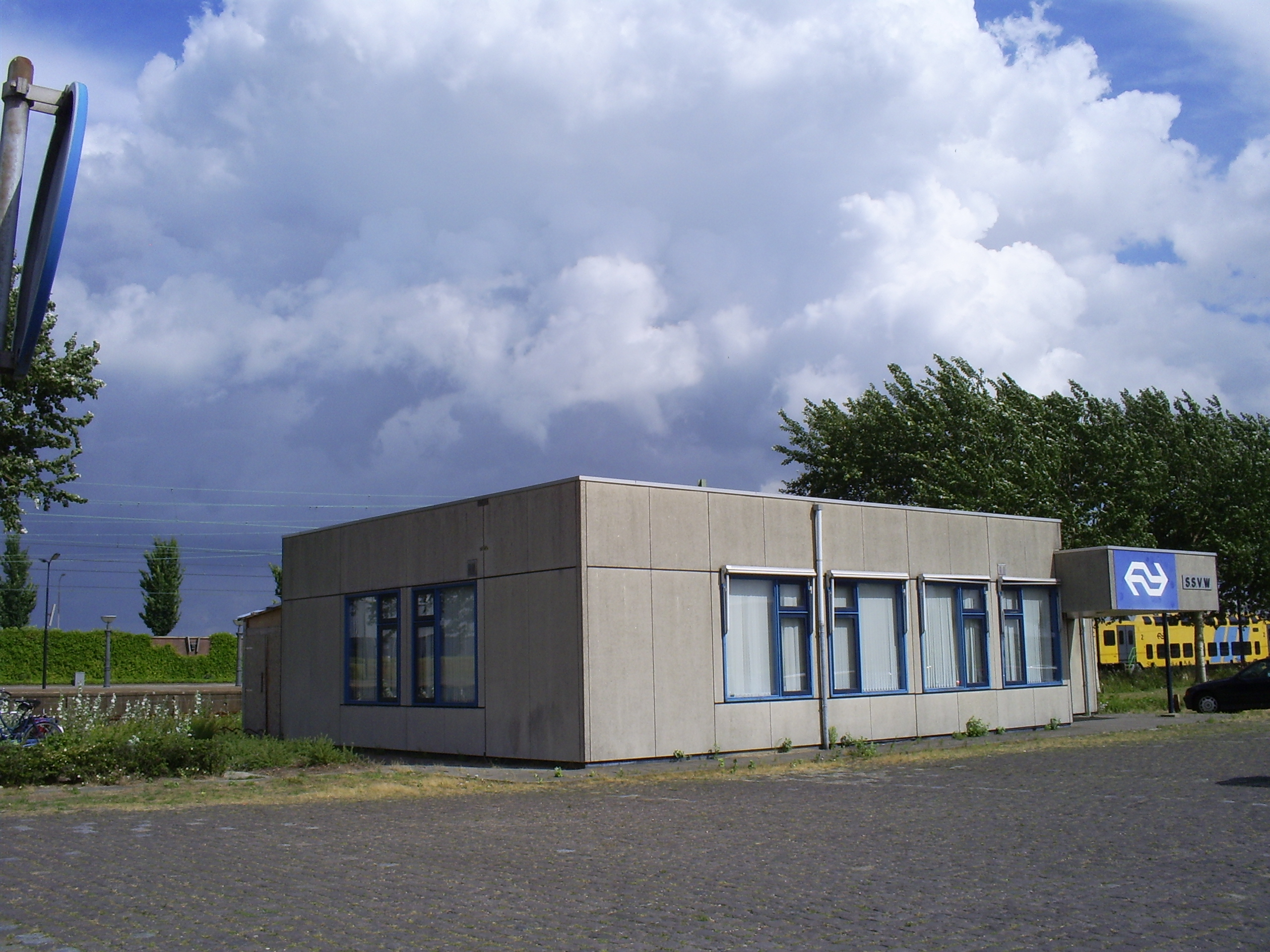
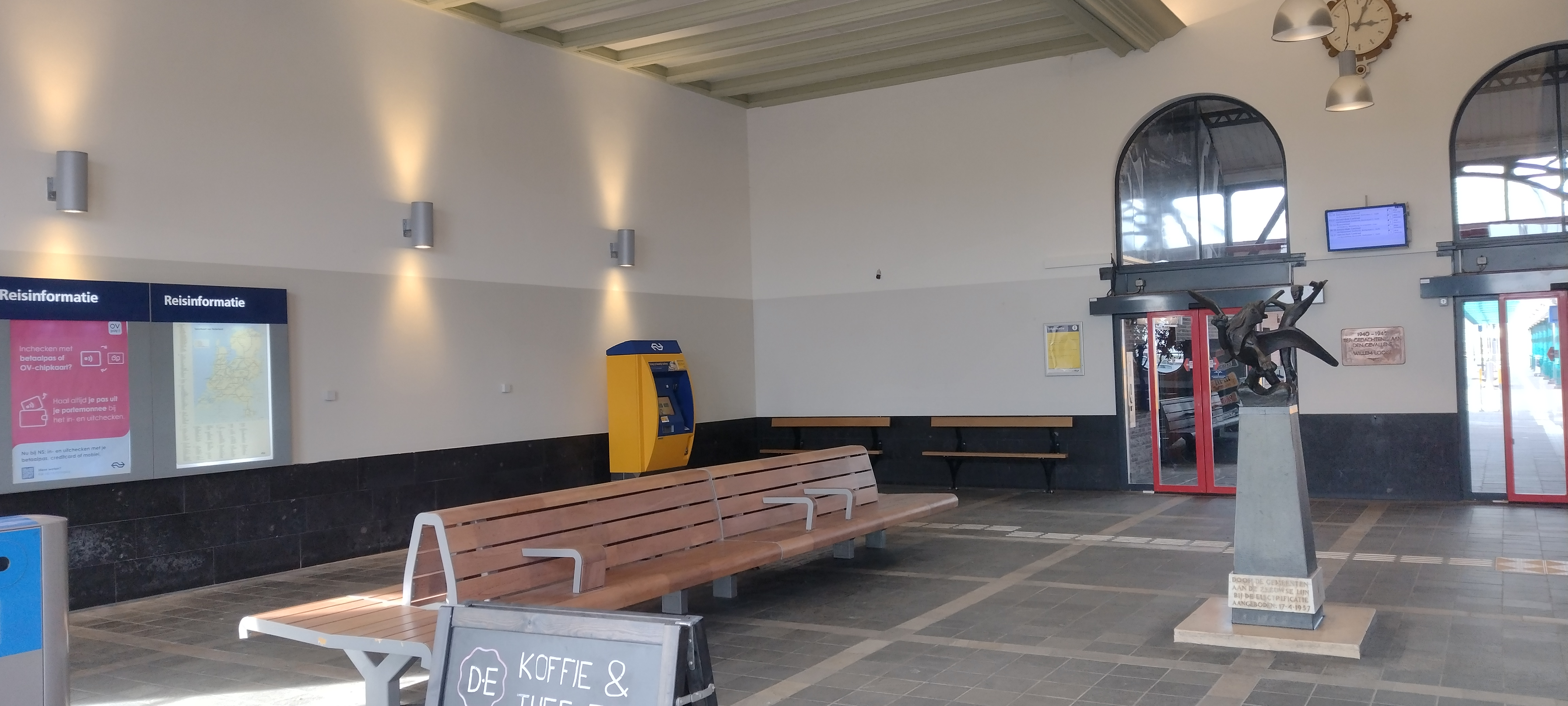
Stationshal van het station

## Ontwikkeling aantal reizigers
Het aantal door NS vervoerde reizigers (per gemiddelde werkdag) ontwikkelde zich sedert 2019 als volgt:
| Jaar | Aantal reizigers |
| ---- | ---------------- |
| 2019 | 2.557            |
| 2020 | 1.177            |
| 2021 | 1.388            |
| 2022 | 1.973            |
| 2023 | 2.005            |
| 2024 | 1.889            |